# ديوغو روكي
ديوغو روكي هو لاعب كرة قدم برازيلي، ولد في 13 أكتوبر 1986 في Chavantes ‏ في البرازيل. لعب مع نادي سي آر بي.

## وصلات خارجية
- ديوغو روكي على موقع قاعدة بيانات كرة القدم.إي يو (الإنجليزية)
- ديوغو روكي على موقع Soccerway.com (الإنجليزية)